# Luckaitz

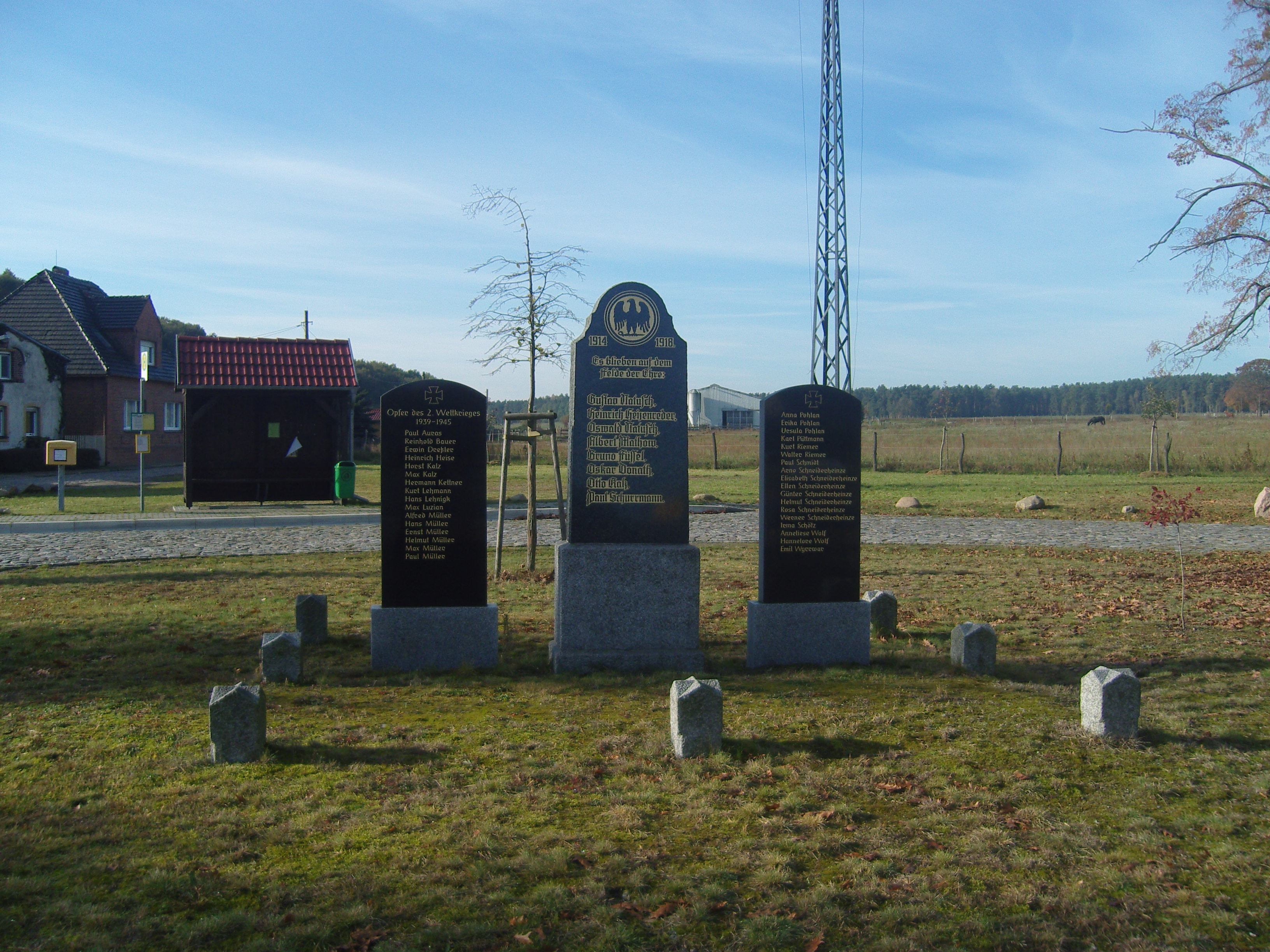
Kriegerdenkmale in Luckaitz

Luckaitz (niedersorbisch Łukajca) ist ein Ort im südbrandenburgischen Landkreis Oberspreewald-Lausitz. Luckaitz ist Gemeindeteil von Schöllnitz, das ein Ortsteil der Gemeinde Luckaitztal im Amt Altdöbern ist.

## Lage
Luckaitz liegt in der Niederlausitz im Süden des Naturparks Niederlausitzer Landrücken. Im Süden grenzt der Ort direkt an Schöllnitz. Im Westen folgt die Gemeinde Bronkow. Nordwestlich und nördlich befindet sich Gosda, ein Ortsteil von Luckaitztal, mit seinen Ortslagen Zwietow und Weißag. Weiter im Nordosten liegen die Ortsteile Buchwäldchen und Muckwar. Im Osten von Luckaitz befindet sich die Teichlandschaft Buchwäldchen-Muckwar, die seit dem 16. Januar 1997 zu den Naturschutzgebieten des Landes Brandenburg gehört. Die Ortslage Neudöbern und die Gemeinde Altdöbern folgen im Südosten.

## Geschichte
Der Ortsname lässt sich auf das sorbische Wort łuka für „Wiese“ oder łukojce für „Ansiedlung am Wiesenbach“ zurückführen. Die erste urkundliche Erwähnung war in einem Lehnsbrief aus dem Jahr 1543 als Luckewitz. Das Dorf gehörte wie die benachbarten Orte Schöllnitz und Buchwäldchen zum Besitz derer von Zobeltitz. Im Gegensatz zu den umliegenden Orten wurde Luckaitz, das auch als Luckwitz oder Luckowitz bezeichnet wurde, selten erwähnt.
Im Ergebnis des Wiener Kongress kam Luckaitz an das Königreich Preußen. Der Ort gehörte zum preußischen Landkreis Calau. Eine Schäferei und eine Kolonie werden im Jahr 1844 erwähnt. Im Ort existierten eine Ober- und eine Untermühle. Im Jahr 1864 gehörte das Gut der Familie von Pannwitz und ab 1902 der Familie Schneiderheinze. Im Jahr 1928 wurden das Gut Luckaitz und das Dorf vereinigt. Nach dem Zweiten Weltkrieg blieb der Ort beim 1952 neugegründeten Kreis Calau und wurde am 1. Juli 1950 gemeinsam mit dem benachbarten Neudöbern nach Schöllnitz eingegliedert.
In den 1980er Jahren lag Luckaitz in einem Bergbauschutzgebiet des Feldes Calau-Süd im Lausitzer Braunkohlerevier und war durch die Devastierung bedroht. Nach der Wende wurden die Planungen zur Öffnung des Feldes wieder verworfen. Der Landkreis Calau ging am 6. Dezember 1993 im neuen Landkreis Oberspreewald-Lausitz auf. Am 31. März 2002 schloss sich Schöllnitz mit seinen Ortslagen Neudöbern, Rettchensdorf und Luckaitz mit den Orten Buchwäldchen, Muckwar und Gosda zur Gemeinde Luckaitztal zusammen.

### Einwohnerentwicklung
| Einwohnerentwicklung in Luckaitz von 1875 bis 1946 | Einwohnerentwicklung in Luckaitz von 1875 bis 1946 | Einwohnerentwicklung in Luckaitz von 1875 bis 1946 | Einwohnerentwicklung in Luckaitz von 1875 bis 1946 |
| Jahr                                               | Einwohner                                          | Jahr                                               | Einwohner                                          |
| -------------------------------------------------- | -------------------------------------------------- | -------------------------------------------------- | -------------------------------------------------- |
| 1875                                               | 176                                                | 1933                                               | 171                                                |
| 1890                                               | 126                                                | 1939                                               | 146                                                |
| 1910                                               | 169                                                | 1946                                               | 197                                                |
| 1925                                               | 176                                                |                                                    |                                                    |

## Wirtschaft und Infrastruktur
Westlich des Ortes verläuft die Bundesautobahn 13. Durch Luckaitz verläuft der Radwanderweg Niederlausitzer Kreisel. Der Flugplatz Bronkow liegt rund anderthalb Kilometer westlich des Dorfes.